# William Vallance Douglas Hodge
William Vallance Douglas Hodge FRS (17 juni 1903 - 7 juli 1975) was een Brits wiskundige met een specialisatie in de meetkunde.
Zijn ontdekking van zeer verrijkende topologische relaties tussen de algebraïsche meetkunde en de differentiaalmeetkunde, een gebied dat naar hem vernoemd heden ten dage de Hodge-theorie wordt genoemd en dat zich met name richt op Kähler-variëteiten, is van grote invloed geweest op daaropvolgend werk in de meetkunde.

## Leven en carrière
Hodge werd in Edinburgh geboren. Hij was de zoon van Janet Vallence, een dochter van een snoephandelaar en Archibald James Hodge, een makelaar in onroerend goed. Hij had een oudere broer en een jongere zuster. Na zijn middelbareschooltijd bezocht hij het George Watson's College bezocht. Hij studeerde aan de universiteit van Edinburgh, waar hij in 1923 afstudeerde. Met de hulp van E.T. Whittaker, wiens zoon J.M. Whittaker een studievriend van hem was, nam hij deel aan de Cambridge Mathematical Tripos. In Cambridge kwam hij onder invloed van de meetkundige H.F. Baker.
In 1926 nam hij een docentschap aan de universiteit van Bristol aan. Hier werkte hij aan het raakvlak tussen de Italiaanse school van de algebraïsche meetkunde, met name problemen die waren gesteld als Francesco Severi, en de topologische methoden van Solomon Lefschetz. Dit werk legde de basis voor zijn reputatie, maar leidde aanvankelijk tot enige scepsis van de kant van Lefschetz. Volgens Atiyah's memoires hadden Lefschetz en Hodge in 1931 in Cambridge een bijeenkomst in de kamers van Max Newman  in een poging de verschillen van inzicht op te lossen. Uiteindelijk werd Lefschetz door Hodge overtuigd.
In zijn tijd in Bristol trad hij in het huwelijk met Kathleen Anne Cameron, een dochter van een manager van het Edinburghse tak van de Oxford University Press. Het echtpaar werd vader en moeder van een zoon en een dochter.
In 1930 kreeg Hodge een Research Fellowship aan St John's College toegekend. In 1931-32 bracht hij een academisch jaar door aan Princeton University, een instituut, waar ook Lefschetz aan was verbonden. Tijdens dit jaar bezocht hij ook Oscar Zariski aan de Johns Hopkins University. In die tijd wist hij zich ook de finesses van de De Rham-cohomologie eigen te maken en definieerde hij de Hodge-ster-operatie. Dit zou hem in staat stellen om harmonische vormen te definiëren en de De Rham-theorie te verfijnen.
Vanaf 1933 werkte hij in Cambridge als lector, vanaf 1935 als fellow van Pembroke College. In de periode van 1936 tot 1970 was hij de Lowdean-professor in de astronomie en meetkunde. In 1938 werd hij lid van de  Royal Society of London. In 1958 werd hij Master of Pembroke College, een taak die hij tot zijn emeritaat in 1970 bleef vervullen. Hij was het eerste hoofd van de wiskundige faculteit van de universiteit van Cambridge. Van 1959 tot 1965 was hij vicepresident van de Royal Society.
In 1959 werd hij geridderd. Naast andere onderscheidingen ontving hij in 1937 de Adams-prijs en in 1974 de Copley Medal van de Royal Society.
Hodge was een van de initiatiefnemers van de British Mathematical Colloquium en in 1952, een van de belangrijkste grondleggers voor de Internationale Wiskundige Unie, van welke organisatie hij van 1954 tot 1958 vicepresident was. In 1950 gaf hij een plenaire lezing op het Internationaal Wiskundecongres in Cambridge (Massachusetts). De titel van zijn lezing was: De topologische invarianten van algebraïsche variëteiten.

## Werk
Hodge was met name actief in de algebraïsche meetkunde en de differentiaalmeetkunde. Hij ontwikkelde de verbindingen tussen de meetkunde, de analyse en de topologie. Enige van zijn grootste prestaties behaalde hij in de theorie van de harmonische integralen op algebraïsche- en Riemann-variëteiten - over deze laatsten beschreef hij de ruimte van harmonische vormen. Hij bewees hiervoor decompositiestellingen (decompositiestelling van Kodaira-Hogde, Hodge-variëteit) en leidde daaruit sommenrepresentaties voor Betti-getallen af.
De Hodge-indexstelling was een resultaat over de intersectiegetaltheorie voor krommen op een algebraïsch oppervlak: het bepaalt het teken van de overeenkomstige kwadratische vorm. Dit resultaat werd gezocht door de Italiaanse school van de algebraïsche meetkunde, maar werd bewezen door de topologische methoden van Solomon Lefschetz.
Vanaf 1947 schreef hij samen met Daniel Pedoe een vierdelige, het gehele vakgebied omvattende uiteenzetting over de algebraïsche meetkunde. In dit werk, Methods of Algebraic Geometry, werd nog de klassieke theorie gepresenteerd. Het werk was bedoeld om het inmiddels verouderde Principles of Geometry van H.F. Baker te vervangen.

## Vermoeden van Hodge
Het vermoeden van Hodge over de 'middelste' ruimten Hp,p is in algemene zin nog steeds niet opgelost. Het vermoeden is een van de zeven millenniumprijsproblemen die werden geponeerd door het Clay Mathematics-instituut.

## Voetnoten
1. ↑  MacTutor History of Mathematics archive.
2. ↑  Mathematics Genealogy Project; geraadpleegd op: 8 augustus 2016; taal van werk of naam: Engels; MGP-identificatiecode: 18583.

## Publicaties

### Artikelen
- The topological invariants of algebraic varieties, Proceedings of the International Congress of Mathematicians, Cambridge, MA, 1950, deel 1, blz. 181–192.

### Boeken
- Hodge, W.V.D. (1941), The Theory and Applications of Harmonic Integral, zie hier, Cambridge University Press, ISBN 978-0-521-35881-1,
- Hodge, W.V.D., Pedoe, D. (1947), Methods of Algebraic Geometry, Volume I (Book II), Cambridge University Press, ISBN 978-0-521-46900-5, editie 1994
- Hodge, W.V.D., Pedoe, D. (1952), Methods of Algebraic Geometry: Volume 2  Book III: General theory of algebraic varieties in projective space. Book IV: Quadrics and Grassmann varieties., zie hier, Cambridge University Press, Cambridge Mathematical Library, ISBN 978-0-521-46901-2, editie 1994
- Hodge, W.V.D., Pedoe, D. (195X), Methods of Algebraic Geometry: Volume 3, Cambridge University Press. ISBN 978-0-521-46775-9, editie 1994
- Virtual International Authority File (VIAF): 9825649